# Àngela Nebot Molada
Àngela Nebot Molada va ser una pintora barcelonina instal·lada a València als anys trenta. Nació en 1914 en Barcelona.

Santa Cultura, màrtir del feixisme Museu Nacional d'Art de Catalunya

Formada a l'Escola Superior de Belles Arts de Sant Carles de València, les poques notícies que es coneixen de la seva trajectòria professional semblen indicar que va estar activa com a mínim durant el segon terç del segle XX i que durant la Guerra Civil espanyola va defensar la República.
L’abril de 1938 va prendre part en la 1ª Exposición Trimestral de Artes Plásticas organitzada per la Dirección General de Bellas Artes depenent del Ministerio de Instrucción Pública, que es va fer al Casal de la Cultura que estava situat a la Plaça de Catalunya de Barcelona. La mostra, que havia estat convocada un temps abans, perseguia un objectiu doble: d’una banda, «recoger la exaltación plástica que motiva la gesta heroica del pueblo español […] de mantener viva y con sentido de continuidad nuestra tradición artística y de conseguir que las múltiples facetas del momento puedan tener adecuada repercusión» i, de l’altra, promoure els artistes del moment. Nebot hi va mostrar l’oli de gran format Santa Cultura, màrtir del feixisme, pintat l’any anterior, en què hi representava una mestra republicana torturada i assassinada pel feixisme, penjada dins d’una classe. Aquesta pintura forma part de la col·lecció del Museu Nacional d’Art de Catalunya i l’any 2021 es va exposar per primer cop, formant part de les sales dedicades a l’art produït durant el període de la Guerra Civil espanyola.
Àngela Nebot apareix també entre els participants de l'Exposició Nacional de Belles Arts que es va fer als palaus del Retiro de Madrid l’any 1950, en la qual va presentar una obra titulada Brunequilda.